# Максимилиан Лейхтенбергский
Максимилиан Иосиф Евгений Август Наполеон де Богарне́ (нем. Maximilian Joseph Eugène Auguste Napoléon de Beauharnais, Herzog von Leuchtenberg; 2 октября 1817, Мюнхен — 1 ноября 1852, Санкт-Петербург) — немецкий (баварский), позднее русский военный и государственный деятель французского происхождения, 3-й герцог Лейхтенбергский (с 1835) из дома Богарне; младший сын Эжена де Богарне и внук императрицы французов Жозефины, в браке с русской великой княгиней Марией Николаевной — родоначальник аристократического рода герцогов и князей императорской крови Лейхтенбергских-Романовских. Президент Императорской Академии художеств (с 1843), главноуправляющий Горным институтом (c 1844).

## Биография

### Ранние годы

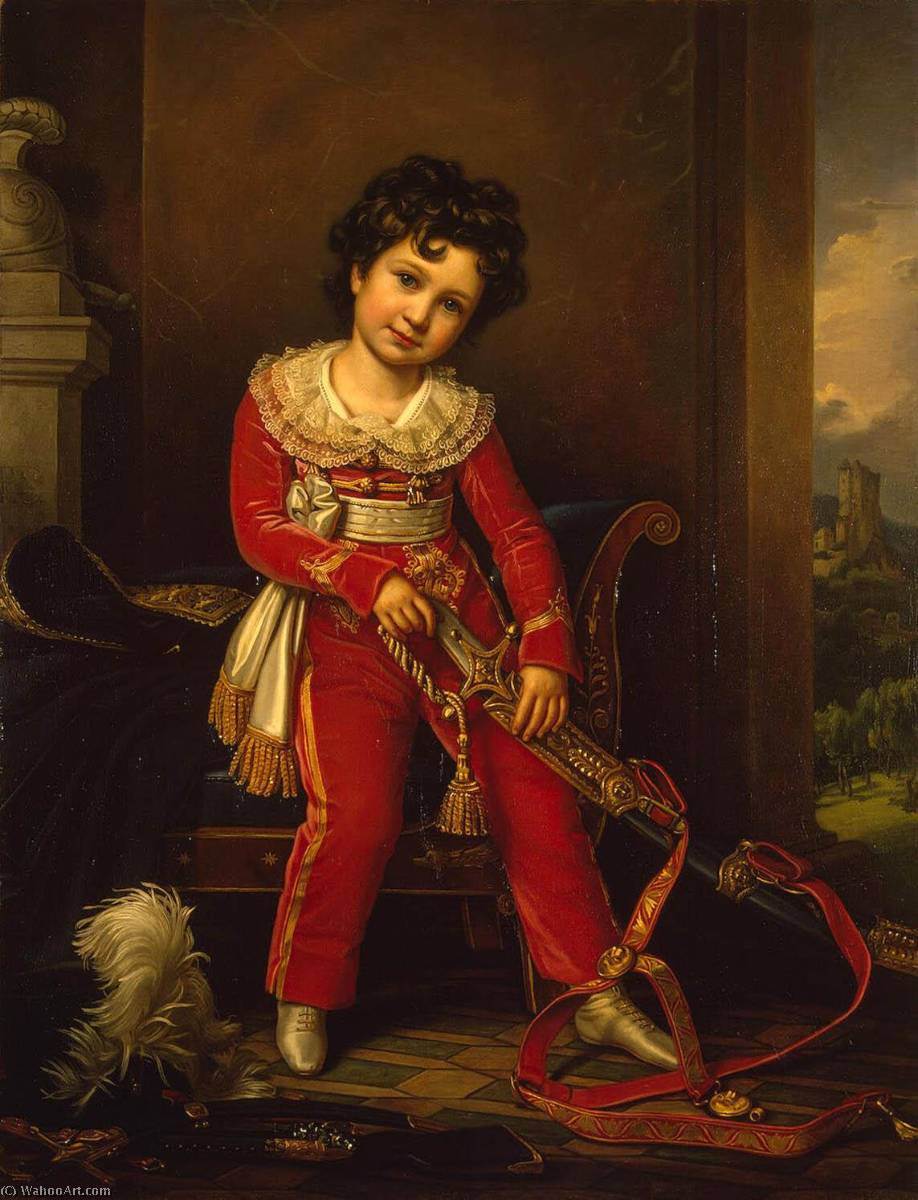
Портрет в детстве. Йозеф Карл Штилер, 1821 год.

Родился 2 октября 1817 года в Мюнхене, столице Королевства Бавария. Он был вторым сыном Евгения Богарне (родного сына императрицы Жозефины и пасынка Наполеона Бонапарта) и принцессы Августы Баварской, дочери короля Баварии Максимилиана I. 14 ноября 1817 года Евгений Богарне получил от короля Максимилиана титул принца Лейхтенбергского,
княжество Эйхштадт и титул королевского высочества.
Отец скончался 21 февраля 1824 года в Мюнхене на 43-м году жизни. Максимилиану тогда было 6 лет. Наследником стал его старший брат Огюст Богарне, которому было 13 лет. Ему же перешёл титул герцога Лейхтенбергского.
В октябре 1825 года скончался его дед, король Баварии Максимилиан I, и новым королём стал дядя Людвиг, старший брат матери.
В 1825 году, когда Максимилиану Богарне было 8 лет, на должность его воспитателя-наставника выбрали 27-летнего батальонного адъютанта Михаеля Шу. Чтобы подготовиться к этой должности, он провел последние месяцы 1825 года в Париже, изучая французский язык, а 1 января 1826 года занял должность педагога. В конце 1835 года он был назначен придворным кавалером к 18-летнему и уже взрослому герцогу Максимилиану.

### Герцог Лейхтенбергский
В марте 1835 года, когда Максимилиану было 17 лет, его старший брат Огюст будучи в Португалии скоропостижно скончался. После смерти старшего брата титул герцога Лейхтенбергского перешёл к Максимилиану.
Окончив учёбу, Максимилиан поступил лейтенантом на баварскую службу и вскоре был назначен командиром 6-го кавалерийского полка, как ранее его отец и брат.

### В Российской империи

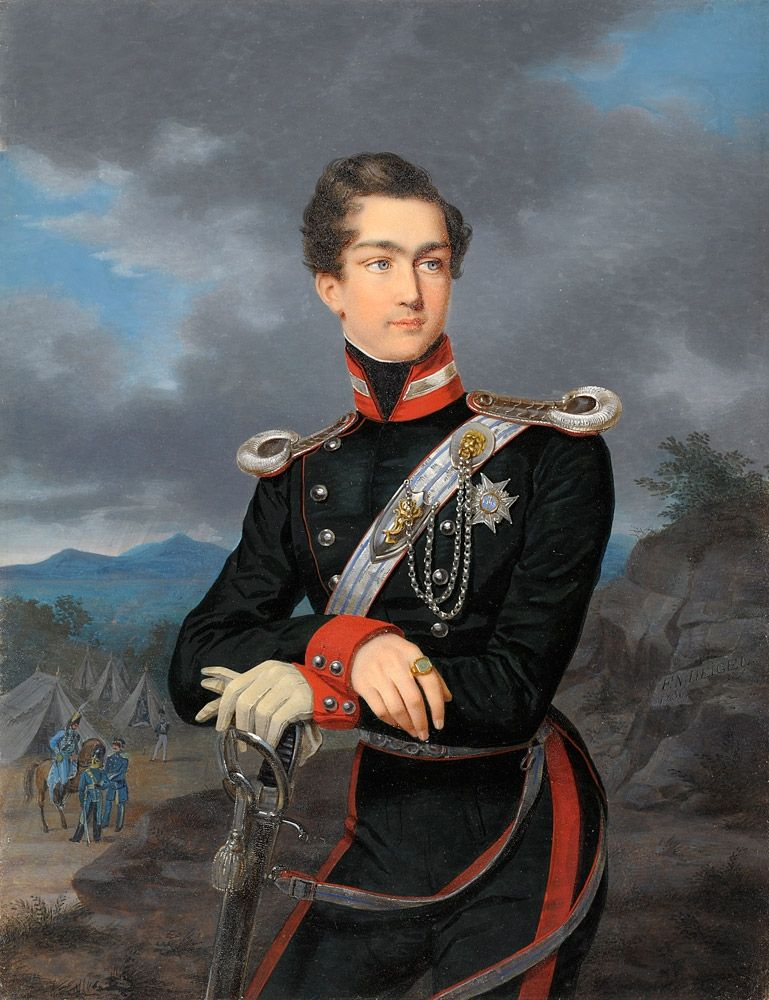
Портрет в униформе Баварской армии. Франц Наполеон Хайгель, 1836 год.

В 1837 году, по поручению своего дяди баварского короля Людвига I, он посетил Россию, чтобы участвовать в кавалерийских манёврах.
23 октября 1838 года был награждён орденом Св. Андрея Первозванного и принят в российскую службу в чине генерал-майора.
В России он был тепло принят императорской семьей и познакомился с дочерью императора Николая І великой княжной Марией Николаевной.
Осенью 1838 года Максимилиан вновь приехал в Санкт-Петербург и 23 октября 1838 года в Царском Селе был помолвлен с великой княжной Марией Николаевной. А 5 декабря состоялось их торжественное обручение в церкви Эрмитажа. Несмотря на происхождение Максимилиана и его вероисповедание (он был католиком), Николай I дал согласие на брак с ним своей дочери, пожелавшей жить с мужем в России, а не за границей. В этой поездке Максимилиана сопровождал Михаель фон Шу. Его дневниковые записи об этой поездке были опубликованы в 1966 году.
2 июля 1839 года состоялась свадьба. Венчание провели по двум обрядам: православному и католическому. После свадьбы Максимилиан получил от императора титул Императорского Высочества, чин генерал-майора русской службы и стал шефом гусарского полка Русской императорской армии.
Поселились молодожёны в южном корпусе Зимнего дворца в специально отделанных архитектором А. П. Брюлловым помещениях надворной анфилады, получивших впоследствии наименование Первая запасная половина (ныне залы № 290—301), где пребывали до окончания отделки Мариинского дворца. Так же среди свадебных подарков императора дочери было имение Сергиевка в Петергофе, где супруги возвели великолепный дворец.
Указом от 2 (14) июля 1839 года император пожаловал Максимилиану титул Его Императорского Высочества, а указом от 6 (18) декабря 1852 года даровал потомкам Максимилиана и Марии Николаевны титул и фамилию князей Рома́новских.
Впоследствии командовал 2-й гвардейской кавалерийской дивизией, стал главноуправляющим корпуса горных инженеров.
С 1839 года и до своей смерти был членом Попечительского совета заведений общественного призрения в Санкт-Петербурге.
12 апреля 1846 года в Санкт-Петербурге было учреждено «Общество посещения бедных», почётным попечителем которого стал герцог Максимилиан Лейхтенбергский.
С Германией его связывал ещё герцогский титул и соединённые с ним владения в Западной Европе, но в 1845 году он уступил за 20 миллионов правительству папы свои владения в Папской области.
В 1846 году на публичных торгах в Санкт-Петербурге купил имение Ивановка в Тамбовском и Моршанском уездах Тамбовской губернии (около 21,8 тыс. га земли) и таким образом окончательно обосновался в России.
К 1847 году герцог Лейхтенбергский был уже тяжело болен чахоткой, от которой безуспешно лечился в Эстляндии и на Мадейре.
В 1851 году герцог Максимилиан пожертвовал 24 480 гульденов в фонд бесплатных мест в кадетских корпусах Баварии. Он получил грант от своей сестры Амелии, вдовствующей императрицы Бразилии.

### Смерть
Скончался 1 ноября 1852 года в Санкт-Петербурге в возрасте 35 лет. Похоронен в склепе Мальтийской капеллы (римско-католической церкви св. Иоанна Предтечи) на территории Воронцовского дворца, поскольку он был попечителем церкви. В 1853—1856 годах в заалтарной части церкви был пристроен придел, под которым устроен склеп для захоронения герцога Максимилиана Лейхтенбергского. В новом приделе, или каплице, по воле супруги герцога великой княгини Марии Николаевны был воссоздан интерьер бывшей домовой католической молельной герцога, находившейся в Мариинском дворце.
После смерти герцога Максимилиана Лейхтенбергского император Николай I повелел приступить к продаже его имений в Баварии и указом 6 декабря 1852 года присвоил его детям (а, следовательно, своим внукам) наименование князей Романовских и титул Императорских высочеств, с тем, чтобы этот титул сохранялся в мужском поколении до праправнуков императора Николая I включительно.
По указу императора Александра III от 1886 года о новом статусе императорской семьи, князья Лейхтенбергские носят пожалованный им титул Императорских Высочеств, почитаются, с нисходящим от них мужеского их поколения потомством, Князьями и Княжнами Императорской Крови. И только старшему сыну князя императорской крови присваивается титул Князя Императорской Крови. Поэтому Александр Георгиевич Романовский, титуловался Ваше Императорское Высочество, как и положено Князьям императорской крови. А его младший брат Сергей только Светлостью.

## Семья и личная жизнь
2 июля 1839 года в Санкт-Петербурге сочетался браком с великой княжной Марией Николаевной, старшей дочерью российского императора Николая І.
В браке родилось семеро детей:
1. Александра (1840—1843), герцогиня Лейхтенбергская
2. Мария (1841—1914), княжна Романовская, в 1863 вышла замуж за Вильгельма Баденского, младшего сына герцога Леопольда Баденского
3. Николай (1843—1891), князь Романовский, 4-й герцог Лейхтенбергский
4. Евгения (1845—1925), княжна Романовская, герцогиня Лейхтенбергская, вышла замуж за Александра Ольденбургского (1844—1932)
5. Евгений (1847—1901), князь Романовский, 5-й герцог Лейхтенбергский, был женат первым браком на Дарье Константиновне Опочининой (1844—1870), вторым (с 1878 года) — на её двоюродной сестре Зинаиде Дмитриевне Скобелевой (1856—1899), сестре генерала Скобелева
6. Сергей (1849—1877), князь Романовский, герцог Лейхтенбергский, убит в Русско-турецкую войну
7. Георгий (1852—1912), князь Романовский, 6-й герцог Лейхтенбергский, был женат первым браком на Терезе Ольденбургской (1852—1883), вторым — на Анастасии Черногорской (1868—1935)

Дети Максимилиана и Марии Николаевны были крещены в православие и воспитывались при дворе Николая I, позднее император Александр II включил их в состав Российской Императорской фамилии.

## Память
Его именем в Санкт-Петербурге была названа лечебница, открывшаяся в апреле 1850 года в доме, принадлежащем академику А. Х. Пелю. Лечебницу назвали Максимилиановской в «ознаменование особенной признательности к памяти покойного» (ныне городская больница № 28 «Максимилиановская»). В 1871 году Глухой переулок, где находилась лечебница, был назван Максимилиановским (с 1952 года переулок Пирогова).
В 1880 году в Санкт-Петербурге близ Балтийского вокзала появилась Лейхтенбергская улица, поблизости находился Гальванопластический завод герцога Лейхтенбергского — «Гальванопластическое, литейное и художественной бронзы механическое заведение» (современный адрес Старо-Петергофский проспект, 40). В 1923 году переименована в улицу Розенштейна, в честь рабочего-большевика.
Максимилиан, являясь самым высокопоставленным католиком Российской империи, принял деятельное участие в продвижении ходатайства представителей католического духовенства об устройстве в Санкт-Петербурге обособленного католического кладбища и кладбищенского костёла. Ходатайство было Высочайше удовлетворено уже после смерти герцога Максимилиана. В 1856 году было освящено Выборгское римско-католическое кладбище, а в 1859 была освящена часовня, позже перестроенная в храм Посещения Пресвятой Девой Марией Елизаветы.

## Награды
российские:
- Орден Святого Александра Невского (30.08.1837)
- Орден Святой Анны 1 ст. (23.10.1838)
- Орден Белого Орла (23.10.1838)
- Орден Святого Андрея Первозванного с алмазами (23.10.1838)

иностранные:
- Бразильский Орден Южного Креста (1829)
- Шведский Орден Серафимов большой крест (1834)
- Шведский Орден Меча 3 ст. (1835)
- Португальский Орден Башни и Меча (1836)
- Греческий Орден Спасителя 1 ст. (1837)
- Баварский Орден Святого Губерта (1838)
- Вюртембергский Орден Вюртембергской Короны
- Веймарский Орден Белого Сокола
- Прусский Орден Черного Орла
- Прусский Орден Красного Орла 1 ст.

## Научная деятельность

### Гальванопластика
Максимилиан обладал обширными познаниями в области естественных наук. Герцог интересовался изучением электричества, в частности гальванопластики, минералогией и вообще горным делом. Развивая идеи о гравировании с гальванопластических досок, ставил опыты. Для удобства гальванопластических исследований и опытов герцог устроил для себя отдельную небольшую лабораторию в Зимнем дворце, а затем, с расширением работ, перенес её в помещение Главного штаба гвардии. Работы герцога Лейхтенбергского составили значительный вклад в гальванопластику.
В 1845 году в Петербурге на базе мастерских Лейхтенбергского открылось первое промышленное гальванопластическое предприятие, оборудованное при участии самого изобретателя. Называлось предприятие Санкт-Петербургским гальванопластическим и художественной бронзы заведением и специализировалось в области т. н. художественной гальванопластики — изготовлении барельефов и статуй. Здесь делалось художественное убранство и для Исаакиевского собора. Здесь же была исполнена бронзовая дверь для здания Главного штаба на углу Невского проспекта.

### Императорская Академия художеств
Максимилиан с детства хорошо рисовал и писал красками, к тому же он владел известнейшей в художественном мире картинной галереей в Мюнхене. Герцог привез в Россию крупную коллекцию произведений искусства, которая в 1880-х годах в течение нескольких лет размещалась в Академии художеств. 26 сентября 1842 года герцог Лейхтенбергский стал почетным членом Академии художеств и с 1843 года до своей кончины был её президентом. Он позаботился о составлении устава Академии художеств, старался ввести больший порядок, заботился о русских художниках, сам решал главнейшие дела, приобретал картины. Николай I повелел выстроить для супругов Мариинский дворец в столице и загородный под Ораниенбаумом, куда по приглашению хозяев начали наведываться молодые талантливые художники. В 1851 году герцог организовал в залах Академии первую в истории России выставку произведений из частных собраний. В бытность герцога Лейхтенбергского президентом было открыто Мозаичное отделение при Академии художеств, Московская художественная школа.

### Институт Горных инженеров
Теоретические познания герцога в минералогии получили практическое применение, когда в 1844 году император Николай І назначил его главноуправляющим институтом корпуса горных инженеров. 31 декабря 1848 года был утвержден новый устав для института. Он выстроил близ Петербурга завод, производивший бронзовые отливки; на этом заводе были изготовлены первые в России паровозы, много лет служившие для Царскосельской железной дороги.
Во время управления институтом герцог посетил уральские заводы, осмотрел их и представил государю отчет, в котором подробно и основательно высказывал своё мнение о ведении дела на заводах и описывал их. В Екатеринбурге был освящён храм-колокольня с алтарём во имя Великомученика Максимилиана в память о посещении герцогом города в 1845 году. Во время этой поездки герцог Лейхтенбергский простудился и уже не поправился. После семи лет безуспешного лечения, умер от хронической пневмонии.